# 仙八色鸫
仙八色鸫（学名：Pitta nympha），又名仙八色鶇，是八色鸫科八色鸫属的一种，是全面迁徙的候鸟，分布于香港、韩国、日本、文莱、中国大陆、印度尼西亚、台湾、马来西亚、越南和朝鲜。全球活动范围约为1,170,000平方公里。
仙八色鸫平均体重约为90.2克。栖息地包括种植园、亚热带或热带的湿润低地林、亚热带或热带的旱林、亚热带或热带的（低地）湿润疏灌丛和河流、溪流。该物种的模式产地在朝鲜。
牠的食物主要由蚯蚓、蜘蛛、昆蟲、蛞蝓和蝸牛組成。八色鳥在東亞繁殖，並向南遷徙到東南亞過冬。由於各種棲地的破壞和人為干擾，例如森林砍伐、野火、狩獵、捕捉及籠鳥貿易，八色鳥變得稀少，其種群在多數地區持續減少。 牠被列入瀕危野生動植物種國際貿易公約（CITES）附錄II，並在國際自然保護聯盟（IUCN）的瀕危物種紅色名錄中被歸類為易危物種。

## 分類
八色鳥是八色鳥屬（Pitta）中約14個物種之一。在這個屬中，牠與綠胸八色鳥的親緣關係最為密切，這兩個物種形成了一個演化支，而這個演化支與藍翅八色鳥互為姊妹群。
八色鳥於1847年首次被描述。過去曾被認為與藍肩八色鳥為同種，但由於羽毛、形態學和叫聲的差異，後來被分開。 屬名Pitta來自泰盧固語單詞pitta，意指漂亮的小物件或寵物，而種小名nympha則源自拉丁語，意思是「仙女」。 八色鳥的別名包括：小藍翅八色鳥、中國八色鳥、小森林天使以及八色鳥。
此物種為單型的。 在現代分類學中，八色鳥與藍肩八色鳥、紅樹八色鶇（P. megarhyncha）及藍翅八色鳥（P. moluccensis）構成超種。八色鳥是八色鳥中分布最北的物種，也是唯一在東北亞繁殖的物種。

## 描述
八色鳥的體長約為16—19.5 cm（6.3—7.7英寸），其羽毛擁有七種顏色，像彩虹般鮮豔。牠的背部和翼弓呈綠色，肩胛羽和尾上覆羽為綠色與鈷藍色。尾巴為深綠色，尾端呈鈷藍色，蹠骨為黃褐色。
八色鳥的翅膀覆羽顏色各異。初級覆羽為深藍色，次級覆羽呈藍綠色，大覆羽和中覆羽為深綠色，小覆羽則為鈷藍或亮藍色。牠棕黑色的初級飛羽在飛行時顯露出顯著的白色斑塊。牠的下體，包括後頸、胸部和兩側，為奶油色，除了下腹部和尾下覆羽為紅色。牠的頭頂為栗色，從前額至後腦勺覆蓋著棕色羽毛，而正中間從嘴基至後頸有一條黑色條紋。淡白色的眉紋從後頸延伸過去。八色鳥有白色的喉部和黑色的喙。
外觀上與之相似的物種是藍翅八色鳥，但藍翅八色鳥比八色鳥大。藍翅八色鳥的頭頂兩側和眉紋為黃褐色，而非八色鳥的栗色，牠的尾上覆羽顏色更亮，腹部顏色更深呈黃褐色，上翅覆羽則有鮮豔的藍色。
八色鳥的叫聲清晰且口哨般，被轉錄為kwah-he kwa-wu，類似於藍翅八色鳥，但更長且更慢。

## 分布與棲地

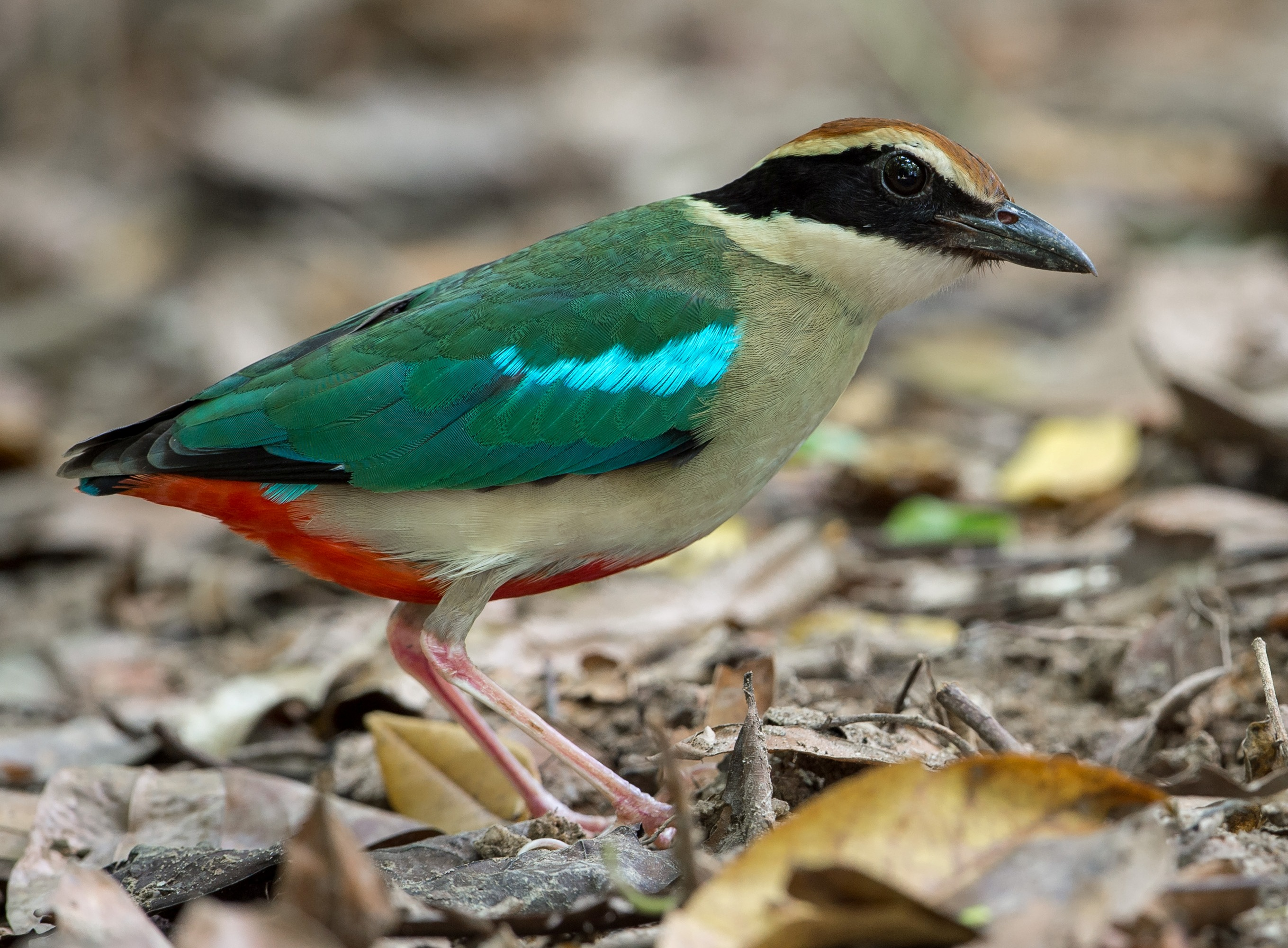
八色鳥, 泰國南部

八色鳥是一種候鳥，牠從東北亞（4月至9月繁殖）遷徙至南亞和東南亞過冬（10月至3月）。 在印度和中南半島的婆羅洲（包括文萊和加里曼丹部分）以及新幾內亞，也曾有目擊報告。此外，八色鳥還分布於中國、北韓、南韓和台灣。牠的停留地包括北韓、越南、香港、菲律賓和泰國。 八色鳥每年春秋兩季都沿著相同的遷徙路線遷移，主要遷徙時間在4月和9月至10月。儘管牠在亞洲東部相當普遍，八色鳥偏好於亞熱帶森林中高度局部化的分布，這表明牠對冬季棲地有高度依賴，並需要特定的棲息條件。
每年春季從婆羅洲出發的八色鳥於5月初或中旬到達朝鮮半島，並在10月離開返回南方。然而，春冬兩季在整個朝鮮半島都有其遷徙記錄。 八色鳥在沿海、島嶼或濃密潮濕的落葉林中繁殖，如山茶林，這些地區包括黃海北道、京畿道、慶尚南道和全羅南道。在這些棲地中，八色鳥最偏好韓國南部的離島。 特別是在慶尚南道的巨濟和濟州島，有八色鳥定期到訪同一地點的記錄。 單在濟州島，估計在漢拏山海拔100米至600米之間有超過60對八色鳥定期繁殖，使該島成為韓國最重要的繁殖地。 朝鮮半島的亞種分布至中國東部，最遠可達山東半島，以及台灣的部分地區。
在日本，八色鳥會於5月中旬抵達日本南部的日本海及太平洋兩側，包括九州、本州、四國、對馬島，並在宮崎縣、高知縣、廣島縣，最遠甚至北至北海道有顯著的族群分布。 和韓國的族群相似，日本的八色鳥偏好有濃密灌木、蕨類、灌叢和草地的地方，但需要有良好的視野以應對掠食者或干擾。牠們專門在沿海的落葉常綠林中築巢。1991年，93.5%的繁殖地位於闊葉常綠林或落葉林中，只有6.5%位於針葉闊葉混合林中。然而，近年來有發現八色鳥在造林地中築巢的趨勢。例如，在高知縣，八色鳥在繁殖季節早期偏好赤松（Pinus densiflora）林。日本的八色鳥大多棲息在海拔500米以下的山坡上，但也有記錄顯示有些對在海拔高達1200米處生活。
在台灣，八色鳥同樣偏好有濃密樹冠層、多樣樹種且巢附近無灌木或藤蔓的地區，以及防止其他動物侵擾的陡坡。 牠們在4月中至下旬到達台灣，通常出現在中部和西部地區，這些地區大多為丘陵或山地，海拔不超過1300米。Pinus densiflora
在中國，八色鳥似乎廣泛分布於東南部的山區，棲息於海拔500米至1500米的混合林中。同樣的偏好也延伸至香港，八色鳥會在遷徙過程中停留於此。

## 行為
八色鳥是一種具領域性的鳥類，雄鳥會透過叫聲來捍衛其領地。 然而，牠的行為通常比較隱秘。從5月中旬到6月初，有時甚至到7月底，八色鳥喜歡以類似翠鳥的姿勢停棲在高樹枝上。然而，當牠在樹枝上唱歌時，往往會反覆上下擺動尾巴。

### 飲食與覓食
八色鳥主要在地面上獨自行動，牠的食物主要由幾種蚯蚓、甲蟲及其他有硬殼的昆蟲組成。 其他小型動物如鱗翅目幼蟲與成蟲、蜘蛛、蝸牛、蜥蜴、青蛙、小蛇和鼩鼱等，偶爾也會成為牠的食物。 蚯蚓佔了餵食雛鳥食物的73%至82%，其次是同翅目幼蟲（4%至8.6%）。雖然無法完全辨識，但鱗翅目的成蟲和蛹可能佔了11%的雛鳥食物。 八色鳥偏愛高能量的蚯蚓，這使得蚯蚓的豐富程度成為成功繁殖的關鍵。

### 繁殖
八色鳥在黑暗的地方築造相對較大的巢，如在濃密闊葉林的岩石縫隙或坡地的樹葉中，距地面1到5米高。 巢的入口通常鋪有牛糞， 而巢內則以地衣鋪墊。必要時，雄鳥會積極保護巢穴，追逐並攻擊入侵者。這種防衛行為只會持續到卵被產下為止。
雌鳥每次會產下4到6顆卵，繁殖季節從5月到7月中旬。蛋的背景色為淡灰色，帶有小的淡棕紫色和灰色斑點，長軸為25至27.5毫米，短軸為19至22.5毫米。雄鳥和雌鳥會共同孵卵；通常雌鳥負責餵養雛鳥，而雄鳥則負責警戒。 雛鳥孵化後的前4天內，八色鳥很少離開巢穴，這可能是因為在雨季時溫度較低，而雛鳥孵化時沒有絨羽保護。 雛鳥在孵化後14天內開始長出首批羽毛。 整個繁殖季節，成鳥很少離開巢穴100至400米以外的範圍。在6月或7月，雛鳥會飛離巢穴，但親鳥仍會繼續養育牠們，直到雛鳥準備好遷徙南下。 八色鳥的平均繁殖成功率為41.9%。

### 死亡率
影響八色鳥繁殖成功的主要掠食者是蛇，其次是獼猴、貓和黃鼠狼等哺乳動物。繁殖季節中，巨嘴鴉（Corvus macrorhynchos）和林蛇入侵巢穴的情況也經常被報導。此外，在遷徙期間，八色鳥還面臨隼屬猛禽的威脅。從冬季棲地返回的八色鳥存活率似乎僅為16%至26%， 大部分死亡發生在向北遷徙和5月到7月的繁殖季節。秋季10月的遷徙期間，死亡率相對較低。另一個死亡原因是撞擊窗戶。與其他鳥類相似，人鳥互動導致的傷亡已被確認為八色鳥數量下降的主要原因之一。

## 狀態與保育

### 人口趨勢與威脅
目前尚無該物種總數的精確估計。中國、韓國、日本及台灣的估計數量分別為100至10,000對繁殖個體和50至1,000隻遷徙個體；總數被認為介於數千到數萬隻之間。 雖然研究者估計中國的八色鳥數量最多，但尚無具體研究。 然而，全球八色鳥數量下降的趨勢已足夠明顯，導致該物種被列為IUCN瀕危物種紅色名錄中的易危物種，並被CITES附錄II列為瀕危物種。主要的下降原因是棲地喪失、捕捉、狩獵和人類干擾。
導致棲地破壞的原因多為人類活動，這包括該鳥繁殖範圍內的森林砍伐，但不同地區的威脅特徵有所不同。在日本，八色鳥原本較為常見，但自19世紀以來，為了燃料及20世紀的造林需求，大面積的森林被清除。 隨著伐木停止和老林的恢復，八色鳥的數量預計將逐漸增加。 相比之下，中國東南部的大面積森林在過去50年裡因對木材和農田需求增加而被皆伐或轉換用途，對森林火災的控制也不足。 而在八色鳥的冬季棲地婆羅洲，巽他低地原始森林的持續破壞更加毀滅性。該地區是世界上最重要的生物多樣性熱點之一，但即使在保護區內，森林砍伐仍在繼續，危及八色鳥和許多其他熱帶物種。 大規模開發也威脅到當地的族群。例如在台灣雲林縣，已知該物種的最大繁殖群體正受到湖山水庫工程洪水的嚴重影響。 儘管八色鳥在台灣面臨迫在眉睫的威脅，關於人類干擾對該物種影響的定量數據仍然有限，這削弱了保育工作。
狩獵的威脅在中國廣西和台灣尤為普遍。特別是在台灣，標本採集和籠鳥交易被認為在20世紀嚴重減少了當地的繁殖族群。然而，隨著更多的保護措施被採取，並且當地對八色鳥重要性的認識提升，狩獵預計將會減少。
人類干擾也直接影響到個別的八色鳥。在韓國濟州島，撞擊玻璃窗是該鳥的主要威脅之一。隨著繁殖地附近的建築物增多，意外撞擊玻璃窗的事件也隨之增加。 此外，在台灣及濟州島，許多巢穴受到登山者、業餘攝影師、賞鳥者及研究者的干擾，這可能會改變八色鳥的行為並增加巢穴被掠食的風險。
在群體層面，八色鳥在東北亞的分布範圍相對較窄，加上其地區性特定的繁殖和越冬地，可能導致遺傳多樣性降低並使其群體的基因結構破碎化。儘管需要更多研究，但這被認為可能會損害其生物適應度。

### 保護措施
隨著多數地區的八色鳥數量迅速下降，近年來越來越多的研究集中在該物種上， 並且該物種現在受各種國家保護法的保護。 八色鳥被列為中國國家二級保護物種，台灣列為第二級保育類物種，日本列為國家瀕危物種，北韓列為第一級保護物種， 而在南韓則被列為天然紀念物。 許多繁殖對從最初設計來保護其他物種的國家公園或保護區中受益。
八色鳥的保護需要具體的地方性措施和國際合作，因為該物種在遷徙和停留過程中暴露於各種威脅之下。 有建議提出，應進行更多關於繁殖地、種群數量和分布的調查，並研究其生態、當前公園中的保護措施以及更多保護區的需求。 加強現有保護森林的管理以及對狩獵和捕捉的限制對拯救該物種至關重要。 已為各個地區提出了具體的保護措施。例如，在濟州島，有人建議應對森林或繁殖區附近的建築物、高爾夫球場、道路和步道的建設進行監管，並考慮實施捕食者控制計劃，以減少巨嘴鴉和歐亞喜鵲（Pica pica）的數量。

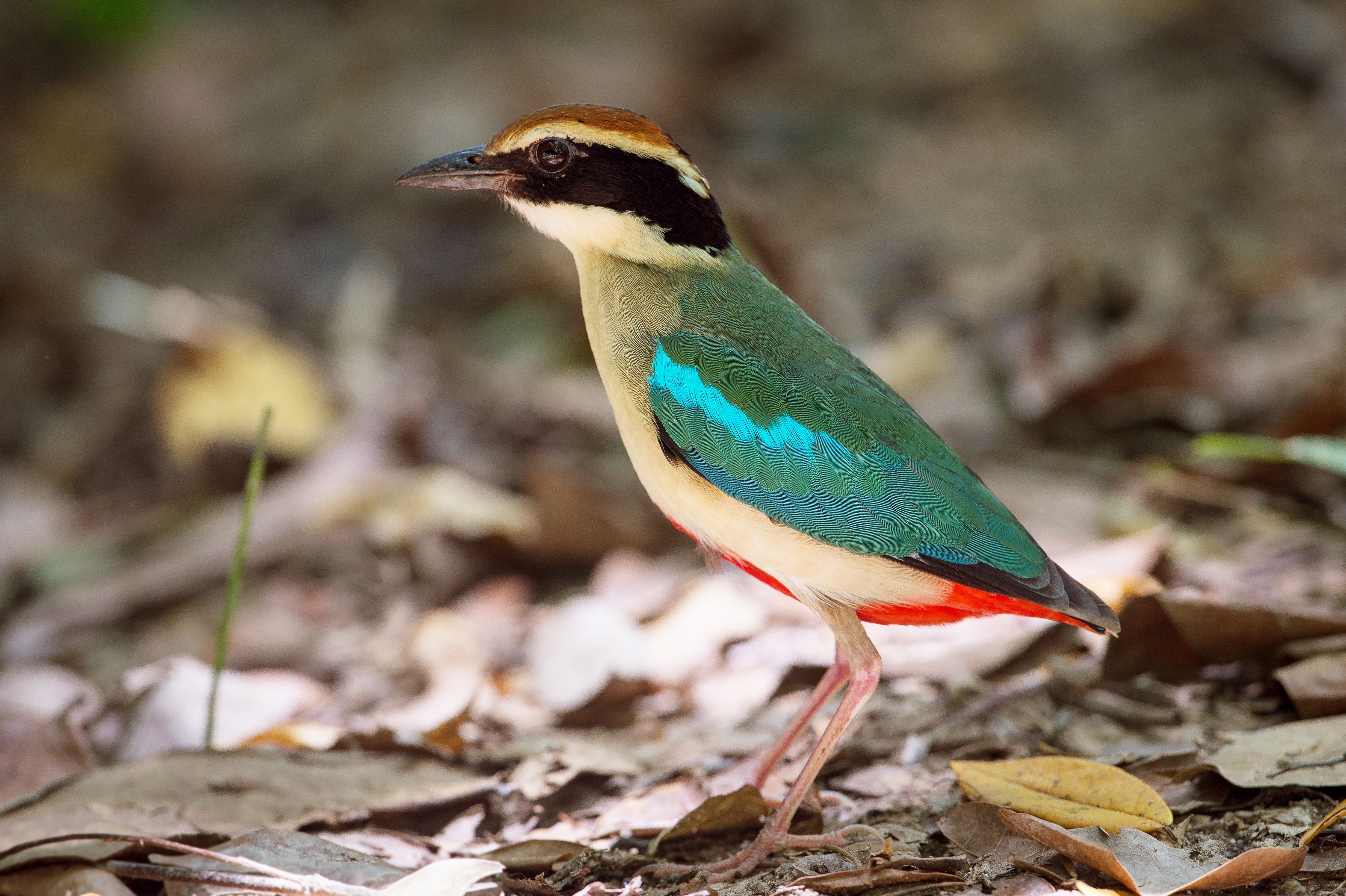
泰國南部

## 參见
- 湖山水庫
- 開平孔雀湖國家濕地公園